# Furatszerelési technológia

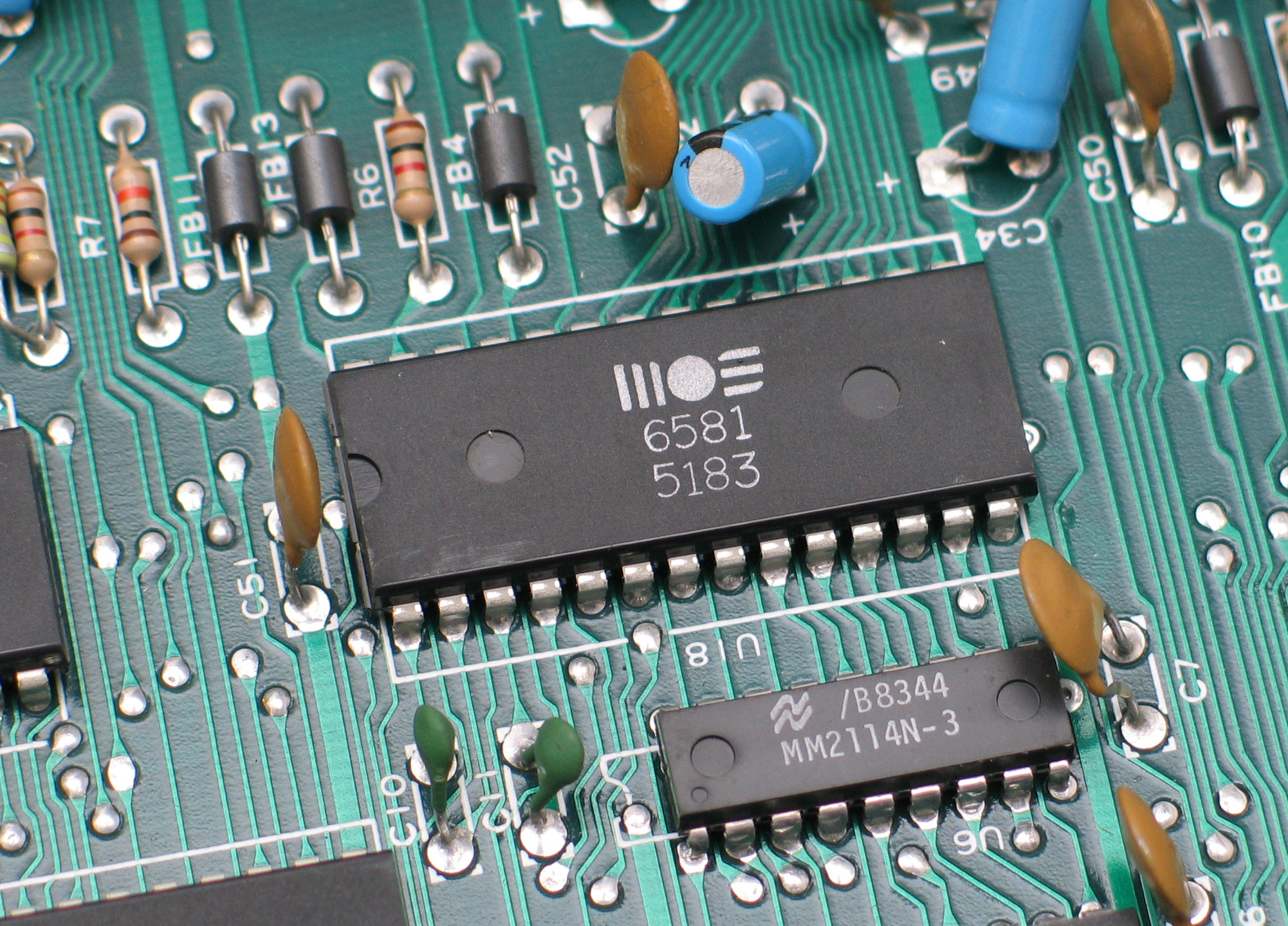
Furatszerelt alkatrészek egy Commodore 64 alaplapján (1980-as évek közepe)

A furatszerelési technológia az elektronikai alkatrészek olyan szerelési technológiája, amely lehetővé teszi a lábbal rendelkező alkatrészek furaton keresztüli NYÁK-ba forrasztását. A nyomtatott áramkör feltalálása óta használják, de napjainkban egyre inkább háttérbe szorul a felületszerelési technológiával szemben.

## Lényege
A folyamat abból áll, hogy a panelon fúrt lyukakba ültetik az alkatrészeket, majd a lapka másik oldalán forrasztással rögzítik őket.

## Furatszerelt alkatrészek
A furatszerelt alkatrészek hosszú lábbal rendelkeznek, valamint általában a felületszerelteknél nagyobb méretűek. Lehet használni őket felületszerelési technológiával is.
Előnyök a felületszerelt készülékekhez (SMD) képest:

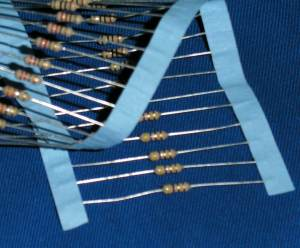
Furatszerelt ellenállások tartószalagon

- Könnyű kezelhetőség
- Magasabb tűrés
- Esztétikailag nagyobb értékű

Hátrányok (SMD-hez képest):
- Nagyobb helyet foglal
- Felületre szerelése nehézkes

## Fordítás
Ez a szócikk részben vagy egészben  a   Through-hole technology című angol Wikipédia-szócikk ezen változatának fordításán alapul.  Az eredeti cikk szerkesztőit annak laptörténete sorolja fel. Ez a jelzés csupán a megfogalmazás eredetét és a szerzői jogokat jelzi, nem szolgál a cikkben szereplő információk forrásmegjelöléseként.